# Cirsium ehrenbergii
Cirsium ehrenbergii (cardo santo) es una especie de planta fanerógama de la familia de las compuestas (Asteraceae), nativa del centro y centro-sur de México.

## Descripción

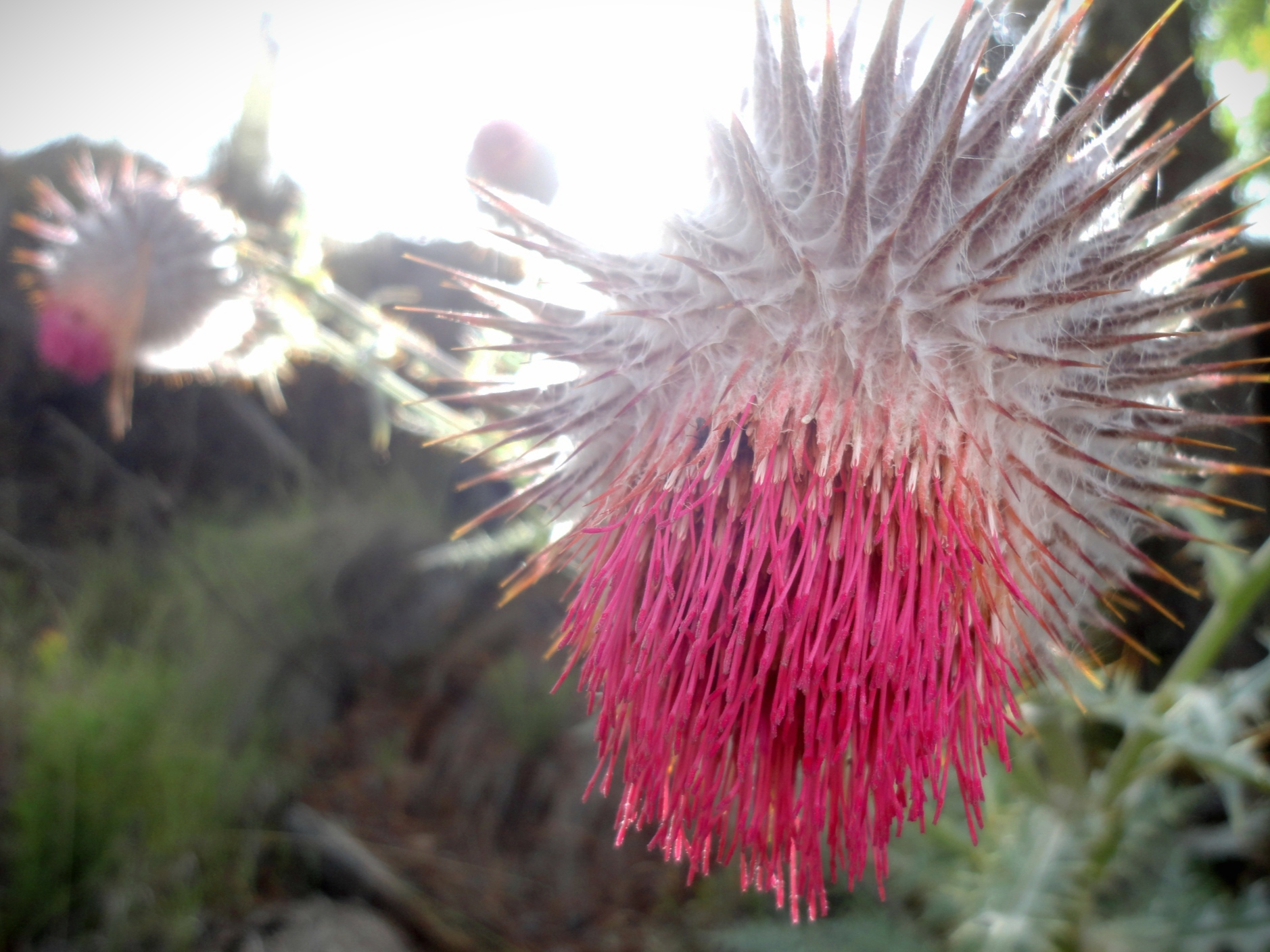
Inflorescencia

Cirsium ehrenbergii es una planta herbácea robusta de entre 0.7 y 1 m de altura. Las hojas alargadas tienen hendiduras pronunciadas y bordes espinosos. Las hojas que se encuentran a ras de suelo son grandes y las que están pegadas al tallo son más pequeñas. 
La inflorescencia es una cabezuela grande, campanulada o hemisférica, con entre 100 y 250 flores centrales rosadas a rojizas. El fruto es un aquenio color beige con un vilano de cerdas blanquecinas.

## Distribución y hábitat
Cirsium ehrenbergii es nativa de los bosques de México. Se encuentra en bosques mixtos de encino y pino, preferentemente en lugares perturbados, así como en praderas alpinas hasta los 4000 m s. n. m.

## Nombres comunes
Tiene varios nombres comunes, entre ellos: cardo, cardo santo, mala mujer y rosa de las nieves.

## Taxonomía
Cirsium ehrenbergii fue descrita en 1856 por Carl Heinrich Bipontinus Schultz en The Botany of the Voyage of H.M.S. Herald 312.

### Etimología
Cirsium: nombre genérico latino derivado del griego χιρσός (kirsos), "várice"; vocablo que usa Plinio el Viejo en su Naturalis Historia para identificar un cardo que se utiliza para el tratamiento de este tipo de dolencia
ehrenbergii: epíteto otorgado en honor del botánico alemán Christian Gottfried Ehrenberg

### Sinonimia
No se tiene registro de sinónimos para esta especie.